# Хаанья (деревня)
Ха́анья (эст. Haanja) — деревня в волости Рыуге уезда Вырумаа, Эстония. 
До административной реформы местных самоуправлений Эстонии 2017 года входила в состав волости Хаанья (упразднена) и была её административным центром.

## География и описание
Расположена у шоссе Выру—Руусмяэ, в 16 километрах к югу от уездного центра — города Выру, в центральной части возвышенности Хаанья. Расстояние до Таллина — 275 км, до Выру — 15 км. Находится на территории природного парка Хаанья. Высота над уровнем моря — 248 метров.
На территории деревни находится гора Суур-Мунамяги — самая высокая точка Эстонии и всей Прибалтики, абсолютная высота которой составляет 318,1 метра.
Климат умеренный. Официальный язык — эстонский. Почтовый индекс — 65101.

## Население
По данным переписи населения 2021 года, в Хаанья насчитывался 161 житель, из них 160 (99,4 %) — эстонцы.
По данным переписи населения 2011 года, в деревне проживали 162 человека, все — эстонцы.
Численность населения деревни Хаанья по данным переписей населения СССР и Департамента статистики Эстонии:
| Год  | 1959 | 1970  | 1979  | 1989  | 2000  | 2005  | 2011  | 2017  | 2018  | 2019  | 2020  | 2021  |
| ---- | ---- | ----- | ----- | ----- | ----- | ----- | ----- | ----- | ----- | ----- | ----- | ----- |
| Чел. | 125  | ↗ 147 | ↗ 226 | ↗ 243 | ↘ 184 | ↗ 191 | ↘ 162 | ↘ 147 | ↘ 146 | ↘ 131 | ↘ 127 | ↗ 161 |

## История
Первое письменное упоминание о деревне относится к 1561 году (волостка Гани); в 1586 году упоминается Ara y Chania, в 1627 году — Hanni kuella, в 1638 году —  Hanikülla, в 1684 году — Hano Håff, в 1731 году — Haanhoff, в 1798 году — Hani M, в 1909 году — Haanja m.
В начале XVII века деревня входила в вак Верстна (Verstna), принадлежавший городищу Нейгаузен. В 1638 году в южной части деревни, на месте опустевших хуторов, была основана коронная мыза Гангоф (нем. Hahnhof, Хаанья, эст. Haanja mõis). На военно-топографических картах Российской империи (1846–1880 годы), в состав которой входила Лифляндская губерния, мыза обозначена как мз. Ханховъ.
В 1920-х годах, после земельной реформы, на землях национализированной мызы возникло поселение Хаанья, в 1977 году оно получило статус деревни и в том же году, в связи с кампанией по укрупнению деревень, с Хаанья была объединена деревня Хардомяэ (эст. Hardomäe).
В 1962 году на расположенной на территории деревни братской могиле советских воинов (памятник истории с 1997 до 2024 года), был установлен памятник с надписью  «1941—1945 Бойцам Советской армии, павшим в Великой Отечественной войне». Рядом с обелиском — четыре плиты с именами. В протоколе от 30 ноября 2022 года рабочая группа по советским памятникам при Госканцелярии Эстонии признала памятник на братской могиле «красным» монументом, т. е. подлежащим демонтажу и замене на т. н. «нейтральный» с надписью «Жертвы Второй мировой войны». Памятник был демонтирован в 2023 году (см. Список советских военных памятников Эстонии).

## Инфраструктура
В деревне есть основная школа-детский сад Хаанья-Руусмяэ, народный дом, библиотека, приёмный пункт семейного врача, два магазина, спортивный центр.
Школа работает с 1944 года и является очень необходимой для развития деревни. В 2003/2004 учебном году в школе насчитывался 81 ученик, в 2013/2014 учебном году — 73 ученика.
Народный дом работает в построенном в 1937 году народном доме-доме туристов (архитектор Николай Кузьмин). На его строительство государственным старейшиной Константином Пятсом было выделено 16 000 крон, общая его стоимость составила 24 224 кроны. Без поддержки руководителя государства это красивое здание не было бы возведено.
У подножия горы Суур-Мунамяги установлен памятник павшим в Эстонской освободительной войне (открыт в 1932 году, снесён в 1940 году, восстановлен в 1988 году).

## Галерея
- Хутор в деревне Хаанья
- Хаанья с горы Суур-Мунамяги
- Автобусная остановка «Haanja»
- Памятник Эстонской освободительной войне
- Смотровая башня на горе Суур-Мунамяги